# Ericotettix albovaria
Ericotettix albovaria är en insektsart som beskrevs av Matsumura 1908. Ericotettix albovaria ingår i släktet Ericotettix och familjen dvärgstritar. Inga underarter finns listade i Catalogue of Life.